# Martine Clémenceau
 (janvier 2020).
Si vous disposez d'ouvrages ou d'articles de référence ou si vous connaissez des sites web de qualité traitant du thème abordé ici, merci de compléter l'article en donnant les références utiles à sa vérifiabilité et en les liant à la section « Notes et références ».
Pour les articles homonymes, voir Clemenceau (homonymie).
Martine Clémenceau est une chanteuse française, née le 18 mars 1949 à Thionville, en Moselle.

## Biographie

### Débuts
Martine Clémenceau est née de parents d'origine bretonne.
En 1967, remarquée par Jean-Marie Houdoux et par Gérard Klein, alors âgée de 18 ans, elle signe un contrat de Pathé, dirigé par Claude Pascal qui sera son compositeur, puis signe avec Eddie Barclay qui l'embauche pendant 7 ans.
Elle participe au casting d'une comédie musicale à l'Espace Cardin dirigée par un couturier mais elle n'est pas retenue.

### Carrière musicale

#### Débuts et Eurovision
Elle fait ses débuts dans la chanson avec Michel Sardou et fait les premières parties de ses concerts.
En 1971, elle remporte le Festival Yamaha Music avec la chanson Un Jour l'Amour.
Le 6 mars 1973, elle fait partie de la sélection française pour le Concours Eurovision de la chanson 1973 diffusée par l'ORTF aux studios des Buttes-Chaumont à Paris. Elle fait face à Anne-Marie Godart, représentante de Monaco à l'Eurovision 1972, et à Jean-Pierre Savelli.
Six chansons sont en compétition : trois interprétées par Martine Clemenceau, deux par Godart et une par Savelli, face à un jury professionnel, jury de la presse et membres du public.
L'une des trois chansons interprétées par Martine Clemenceau intitulée Sans toi, écrite par Ann Grégory et composée par Paul Koulak, est choisie.
Le 7 avril 1973, elle représente la France au Concours Eurovision de la chanson à Luxembourg avec la chanson Sans toi. Elle obtient la 15e place sur 17 avec 65 points, ex æquo avec le chanteur représentant la Yougoslavie, dont la chanson est interprétée en serbo-croate.
Dans sa carrière, elle a, entre autres, interprété en 1974 avec Leny Escudero le titre Le Voyage.

#### Choriste
Repérée par Claude François, séduit par sa voix chaude et limpide, Martine ne voulant pas poursuivre sa carrière solo, le chanteur l'engage comme choriste pour l'accompagner dans les studios d'enregistrements et en tournée.
Fin 1976, Claude François demande à la chanteuse de lui donner la réplique pour un duo dont la chanson Quelquefois devient alors un succès au printemps 1977.

#### Carrière solo
Après la mort de Claude François, elle reprend sa carrière indépendamment et à partir de 1979 compose ses propres chansons, marquant un tournant par rapport à sa carrière d'interprète.
Le titre Solitaire, qu'elle a écrit et interprété en 1981, est son plus grand succès tant en France que dans le monde, surtout grâce à la reprise de Laura Branigan en 1983, classée à la 7e place du Billboard.
Entre 1979 et 1983, elle a publié trois 30 cm pour Polydor. Ils sont suivis de trois 45 tours Cosmonaute (1984), Trop Fragile (1985) et Feeling de femme (1986) qui ne rencontrent pas le succès espéré.
Le 16 janvier 1982, Martine fait partie des invités pour la première de l'émission de variété Champs-Élysées présentée par Michel Drucker, en interprétant son titre phare Solitaire, elle fera quelques apparitions à la télévision la même année.
Durant les années 1990, elle a écrit principalement des chansons pour Herbert Léonard.
En 2001, Martine Clémenceau crée son propre studio d'enregistrement avec François Castelot, un ingénieur du son.

### Reconversion
Elle devient ensuite coach vocal et directrice artistique publicitaire.

### Vie privée
Elle est divorcée de l'acteur Yan Brian, avec qui elle a deux filles.

## Discographie

### Albums
- 1972 : Un Jour L'amour (Barclay)
- 1979 : Martine Clémenceau (Polydor)
- 1981 : Clémentine (Polydor)
- 1983 : Martine Clémenceau (Polydor)
- 1986 : Feeling de femme (Polydor)

### 45 tours
- 1970 : Quand ce jour arrive (Barclay)
- 1971 : Modinha (Barclay)
- 1971 : Un jour l'amour (Barclay)
- 1972 : Un monde de couleur (Barclay)
- 1973 : Parle plus bas (Barclay)
- 1973 : Sans toi (Barclay)
- 1974 : Une fille à aimer (tout simplement) (Barclay)
- 1975 : Amore Vai
- 1979 : J'perdrai la tête (Polydor)
- 1980 : Ma confession (Polydor)
- 1980 : Jusqu'à ce que tu tombes (Polydor)
- 1981 : Solitaire (Polydor)
- 1981 : Laisse passez la gamine (Polydor)
- 1983 : Puisque quelqu'un m'attend
- 1984 : Cosmonaute (Polydor)
- 1985 : Trop fragile (Polydor)
- 1986 : Feeling de femme (Polydor)

### Compilations
- 1971 : World Popular Song Festival in Tokyo 1971 (Yamaha)
- 1977 : World Popular Song Festival in Tokyo '77 (Yamaha)
- 2000 : Eurovision : Les plus belles chansons françaises (Reader's Digest Music)

### Participations
- 1976 : Quelquefois (en duo avec Claude François) (Disques Flèche / Phonogram)
- 1977 : C'est comme ça que l'on s'est aimé (en duo avec Claude François) (Maquette)
- 1980 : Les Chansons du savoir-vivre, Vol.3 Les Fleurs avec Guy Bonnet (label inconnu)

## Récompenses
- 2005 : Prix René Jeanne de la Sacem[1].